# Cryptoblepharus exochus
Cryptoblepharus exochus (шляхетний змієокий сцинк) — вид сцинкоподібних ящірок родини сцинкових (Scincidae). Ендемік Австралії.

## Поширення і екологія
Шляхетні змієокі сцинки мешкають на крайньому північному сході Західної Австралії та на крайньому північному заході Північної Території. Вони живуть в сухих тропічних лісах, де переважають Excoecaria parvifolia.